# Diaprojector

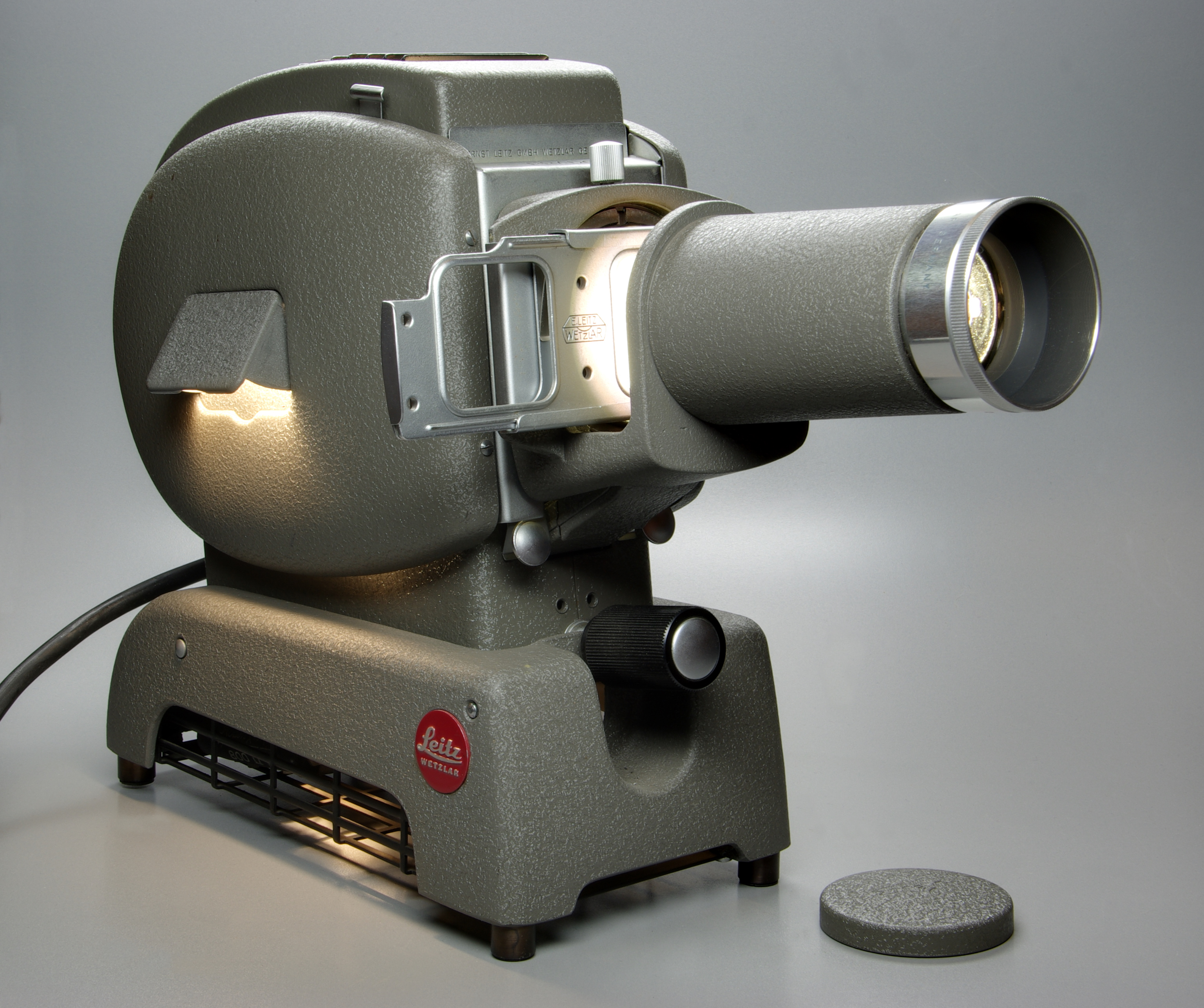
De Leitz Prado 500 met Dimaron 1:2.8/100 mm, bouwjaar 1954 tot 1968

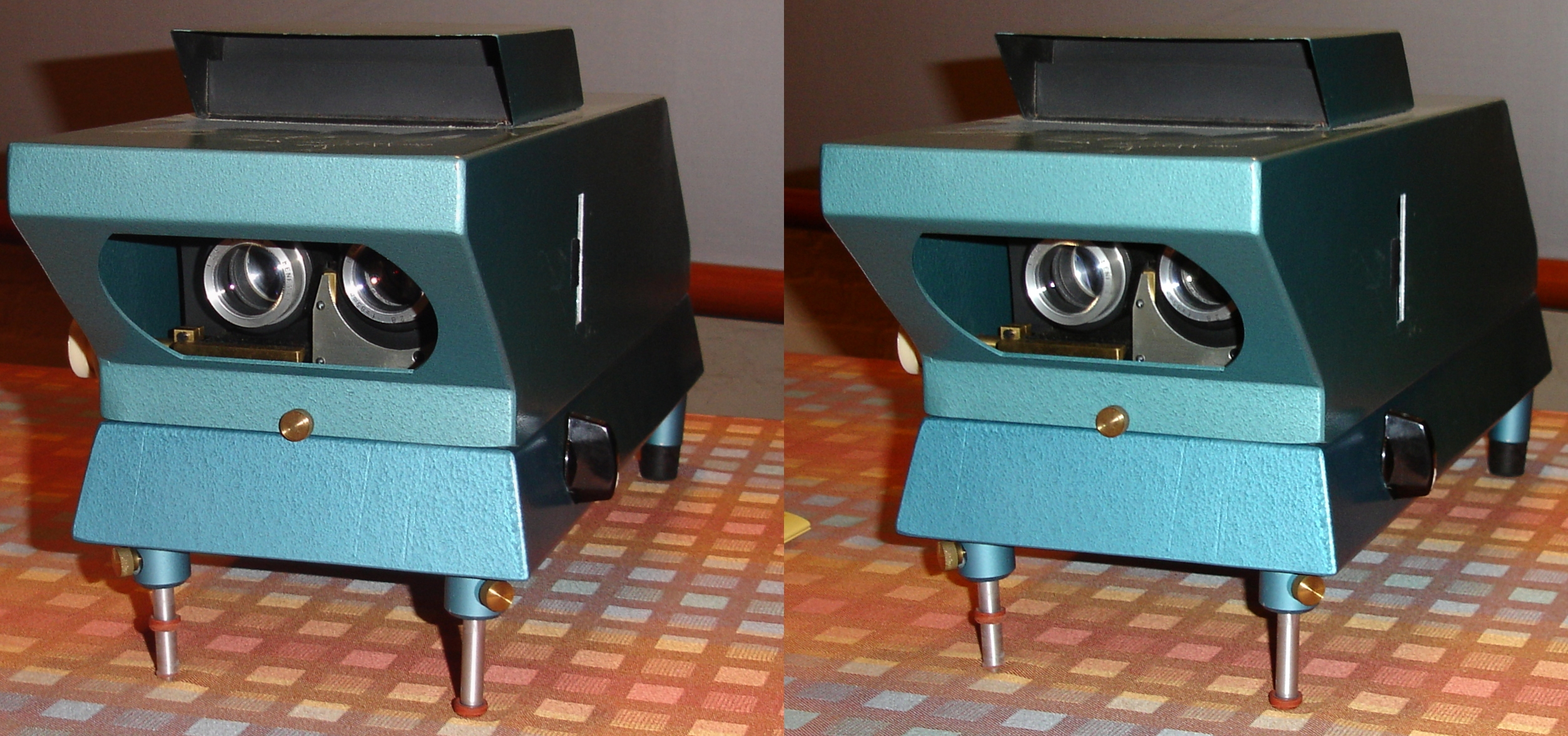
De Hawk bevat een heen en weer schuivende houder voor stereodia's

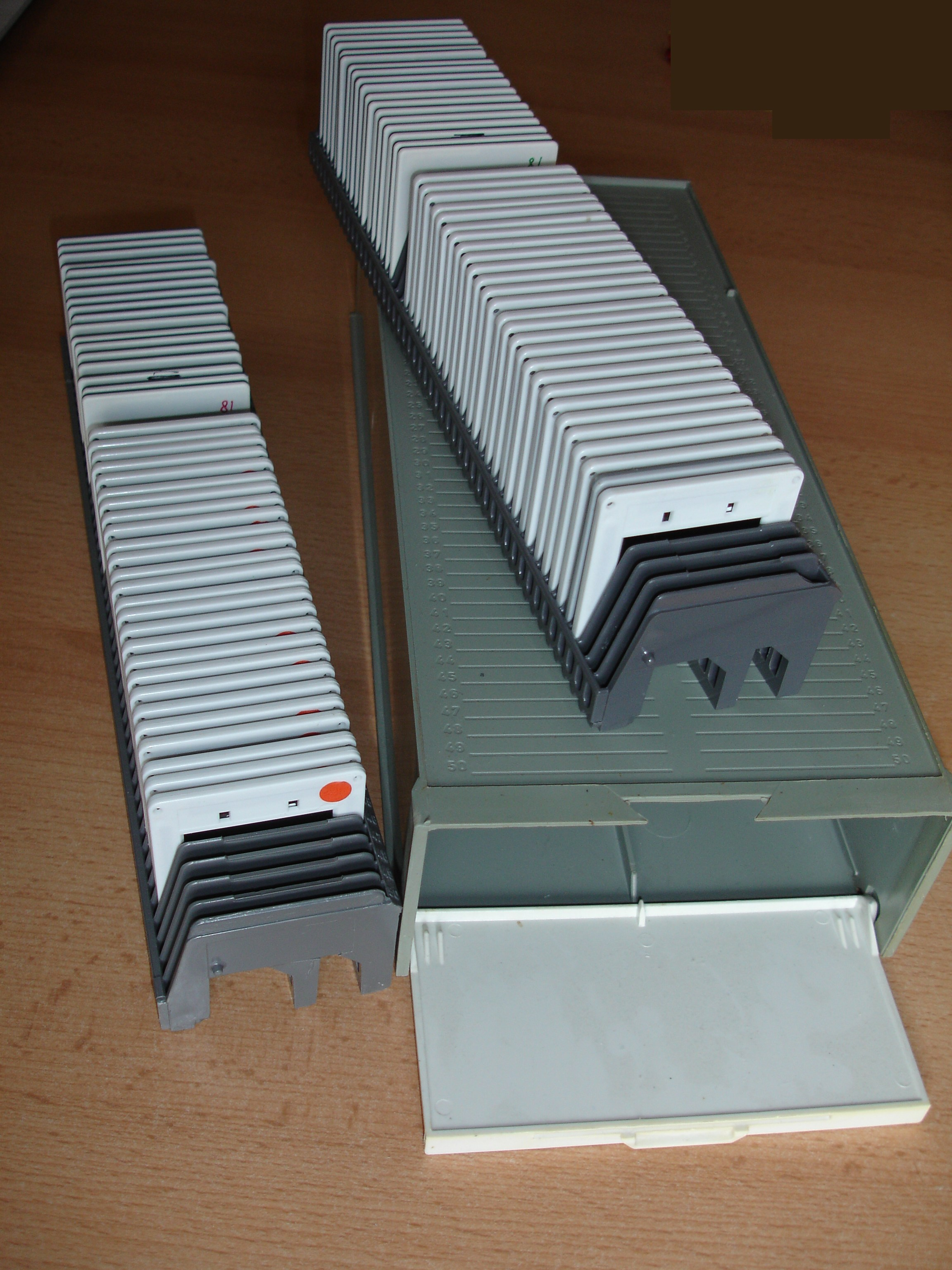
Standaardmagazijnen voor een automatische projector

Een diaprojector (of diascoop) is een toestel dat gebruikt wordt om dia's op een projectiewand of projectiescherm te projecteren.
In de diaprojector bevindt zich een sterke lamp van 100 à 500 watt, die via diverse lenzen een dia belicht.

## Wisselsystemen
Er zijn verschillende systemen om dia's te wisselen.
Een dia kan bijvoorbeeld aan de bovenkant in de projector worden geduwd, waardoor de aanwezige dia er aan de onderkant uitvalt.
Een populair systeem bestaat uit een houder die horizontaal heen en weer kan worden geschoven en waarin twee dia's passen. Wordt de linkerdia geprojecteerd, dan steekt de houder rechts uit de projector. De dia die zich daar bevindt kan worden verwisseld. Daarna schuift men de houder naar links, zodat de rechterdia geprojecteerd wordt. Nu kan de andere dia aan de linkerkant worden verwisseld
Latere modellen werken met een gestandaardiseerde lade ('magazijn') waarin 36 à 50 dia's van 5x5 cm passen. Dit magazijn schuift aan de rechterzijde door de projector, en een mechaniek in de projector schuift de dia's in het projectiesysteem en weer terug in het magazijn. Met dit systeem is het uitgesloten dat de dia's door elkaar raken. Nieuwe magazijnen voor dunnere dia's zijn CS- en LKM-magazijnen. Via een afstandsbediening of via een tijdmechanisme kunnen de in het rekje geplaatste dia's een voor een worden vertoond.
Om een doorlopende voorstelling te verkrijgen zijn er ook projectoren met een "carrousel", een rond magazijn waarin 80 tot 140 dia's in geplaatst kunnen worden. De carrousel wordt op de projector gezet. Dit model is populair bij tentoonstellingen.
Diaprojectoren worden langzamerhand verdrongen door de videoprojector, die op elektronische wijze beelden, eventueel met geluid, vanuit computers op een scherm kunnen projecteren.

## Werking van de diaprojector
Het licht van de lichtbron wordt met behulp van een condensor gelijkmatig over de te projecteren dia verdeeld.
Voor in de diaprojector is er een objectief geplaatst. De brandpuntsafstand van het objectief (meestal 2,8/85mm) is afhankelijk van de afstand tussen de projector en de wand of het scherm. Dit objectief wordt gebruikt voor de noodzakelijke scherpte-instelling. Nieuwere modellen hebben een automatische scherpte-instelling en eventuele overvloei met meerdere lampen en lenzen.

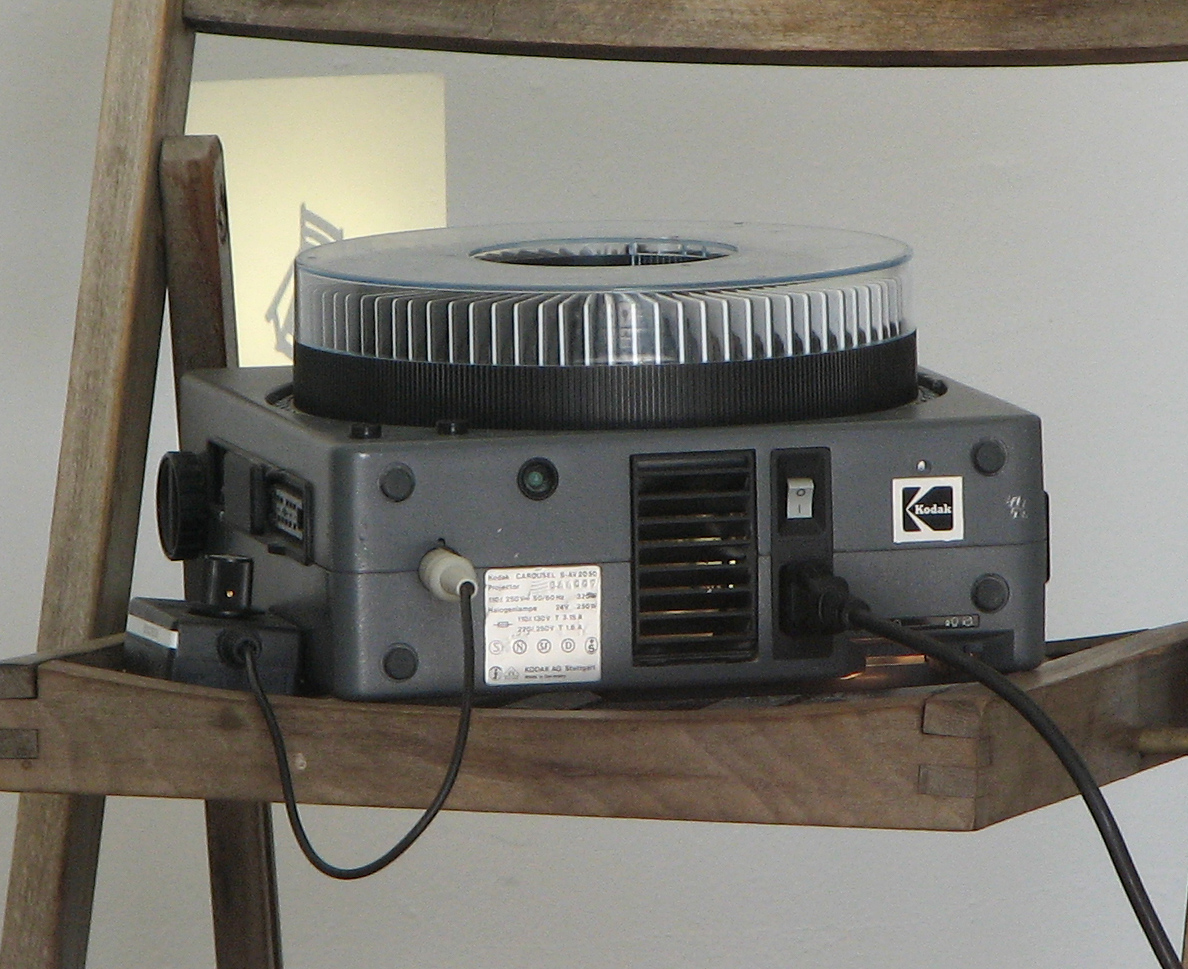
De Kodak Carousel met rond magazijn
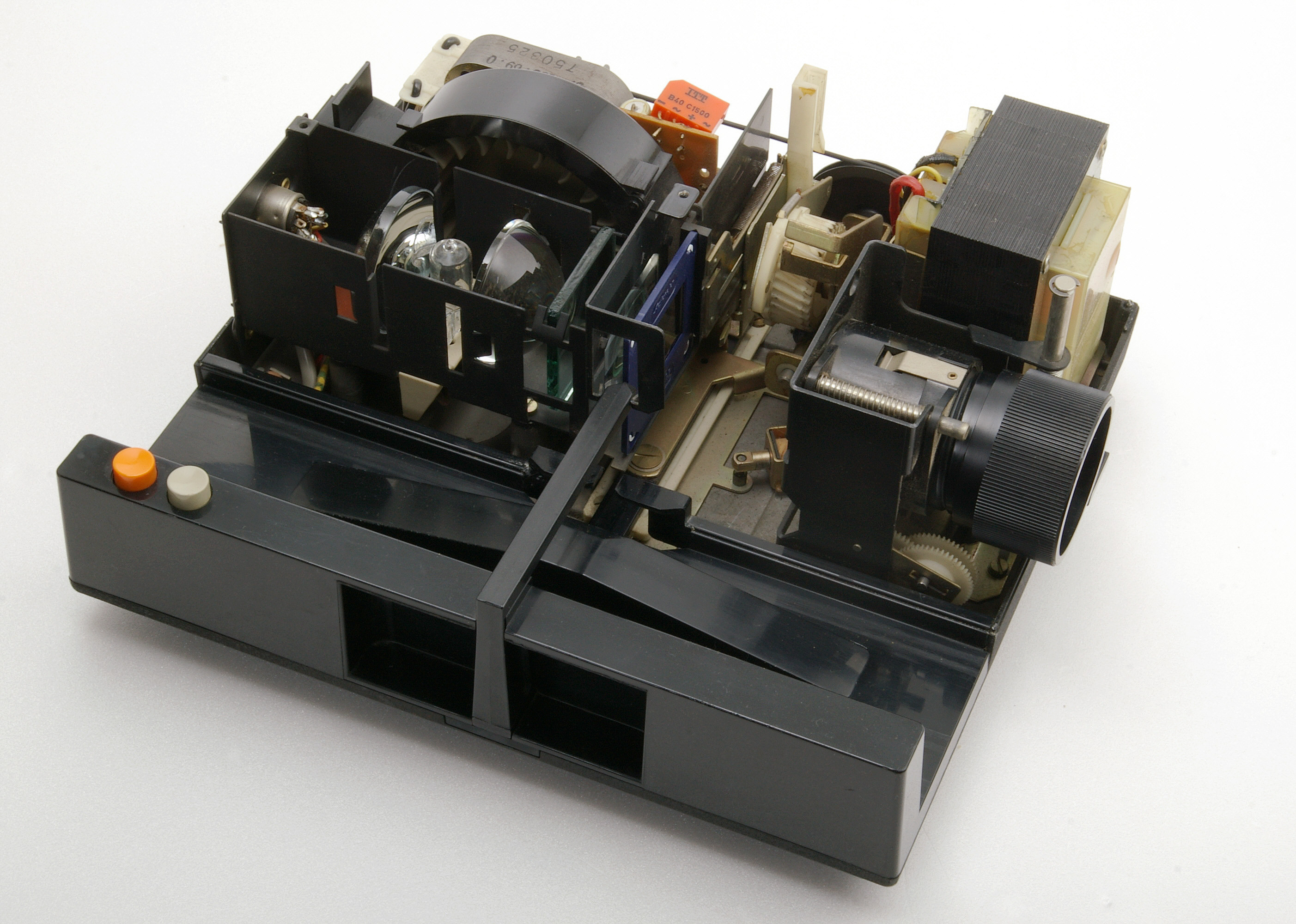
Binnenwerk van een gewone diaprojector